# 낫타윈눗 통미
낫타위라눗 통미(태국어: ณัฐฐาวีรนุช ทองมี, 1979년 10월 28일 ~ )는 태국의 배우이다.

## 출연 작품
- 《셔터》: 제인 역